# Barbara Rittner
Barbara Rittner (ur. 25 kwietnia 1973 w Krefeldzie) – niemiecka tenisistka.
W 1993 roku sklasyfikowana na 24. miejscu rankingu singlistek.  Dotarła do czwartej rundy French Open 1996. Wygrała dwa turnieje WTA, w 2001 Antwerpia i 1992 Schenectady. Trzy tytuły deblowe, ostatni z 2002 roku z Dubaju. Reprezentantka Niemiec w Pucharze Federacji i Igrzyskach Olimpijskich w 1992 roku. Jako juniorka, w 1991 roku wygrała Wimbledon.

## Finały turniejów WTA
| Legenda                | Legenda |
| ---------------------- | ------- |
| Wielki Szlem           |         |
| Igrzyska olimpijskie   |         |
| WTA Tour Championships |         |
| 1988 – 2008            |         |
| Kategoria I            |         |
| Kategoria II           |         |
| Kategoria III          |         |
| Kategoria IV           |         |
| Kategoria V            |         |

### Gra pojedyncza
| Końcowy wynik | Nr | Data             | Turniej     | Nawierzchnia | Przeciwniczka   | Wynik finału  |
| ------------- | -- | ---------------- | ----------- | ------------ | --------------- | ------------- |
| Finalistka    | 1. | 29 września 1991 | Petersburg  | Dywanowa     | Łarysa Neiland  | 6:3, 3:6, 4:6 |
| Zwyciężczyni  | 1. | 30 sierpnia 1992 | Schenectady | Twarda       | Brenda Schultz  | 7:6, 6:3      |
| Finalistka    | 2. | 1 sierpnia 1993  | San Marino  | Ceglana      | Marzia Grossi   | 6:3, 5:7, 1:6 |
| Finalistka    | 3. | 26 lutego 1995   | Linz        | Dywanowa     | Jana Novotná    | 7:6, 3:6, 4:6 |
| Zwyciężczyni  | 2. | 19 maja 2001     | Antwerpia   | Ceglana      | Klára Koukalová | 6:3, 6:2      |

### Gra podwójna
| Końcowy wynik | Nr  | Data                 | Turniej     | Nawierzchnia | Partnerka          | Przeciwniczki                         | Wynik finału  |
| ------------- | --- | -------------------- | ----------- | ------------ | ------------------ | ------------------------------------- | ------------- |
| Zwyciężczyni  | 1.  | 9 lutego 1992        | Essen       | Dywanowa     | Katerina Maleewa   | Sabine Appelmans Claudia Porwik       | 7:5, 6:3      |
| Finalistka    | 1.  | 10 maja 1992         | Rzym        | Ceglana      | Katerina Maleewa   | Monica Seles Helena Suková            | 1:6, 2:6      |
| Finalistka    | 2.  | 1 sierpnia 1993      | San Marino  | Ceglana      | Florencia Labat    | Anna-Maria Cecchini Patricia Tarabini | 3:6, 2:6      |
| Finalistka    | 3.  | 29 sierpnia 1993     | Schenectady | Twarda       | Florencia Labat    | Rachel McQuillan Claudia Porwik       | 6:4, 4:6, 2:6 |
| Finalistka    | 4.  | 21 lipca 1996        | Palermo     | Ceglana      | Florencia Labat    | Janette Husárová Barbara Schett       | 1:6, 2:6      |
| Finalistka    | 5.  | 27 października 1996 | Luksemburg  | Dywanowa     | Dominique Monami   | Kristie Boogert Nathalie Tauziat      | 6:2, 4:6, 2:6 |
| Finalistka    | 6.  | 12 stycznia 1997     | Hobart      | Twarda       | Dominique Monami   | Naoko Kijimuta Nana Miyagi            | 3:6, 1:6      |
| Zwyciężczyni  | 2.  | 15 kwietnia 2001     | Estoril     | Ceglana      | Květa Hrdličková   | Tina Križan Katarina Srebotnik        | 3:6, 7:5, 6:1 |
| Finalistka    | 7.  | 6 maja 2001          | Hamburg     | Ceglana      | Květa Hrdličková   | Cara Black Jelena Lichowcewa          | 2:6, 6:4, 2:6 |
| Finalistka    | 8.  | 30 września 2001     | Lipsk       | Twarda       | Květa Peschke      | Nathalie Tauziat Jelena Lichowcewa    | 4:6, 2:6      |
| Zwyciężczyni  | 3.  | 23 lutego 2002       | Dubaj       | Twarda       | María Vento-Kabchi | Roberta Vinci Sandrine Testud         | 6:3, 6:2      |
| Finalistka    | 9.  | 14 kwietnia 2002     | Estoril     | Ceglana      | María Vento-Kabchi | Jelena Bowina Zsófia Gubacsi          | 3:6, 1:6      |
| Finalistka    | 10. | 27 października 2002 | Luksemburg  | Twarda       | Květa Peschke      | Kim Clijsters Janette Husárová        | 6:4, 3:6, 5:7 |

## Finały juniorskich turniejów wielkoszlemowych

### Gra pojedyncza (1)
| Końcowy wynik | Rok  | Turniej   | Nawierzchnia | Przeciwniczka   | Wynik finału     |
| Zwyciężczyni  | 1991 | Wimbledon | Trawiasta    | Jelena Makarowa | 6:7(8), 6:2, 6:3 |

### Gra podwójna (1)
| Końcowy wynik | Rok  | Turniej         | Nawierzchnia | Partnerka        | Przeciwniczki                | Wynik finału |
| Zwyciężczyni  | 1991 | Australian Open | Twarda       | Karina Habšudová | Joanne Limmer Angie Woolcock | 6:2, 6:0     |